# Снежинск

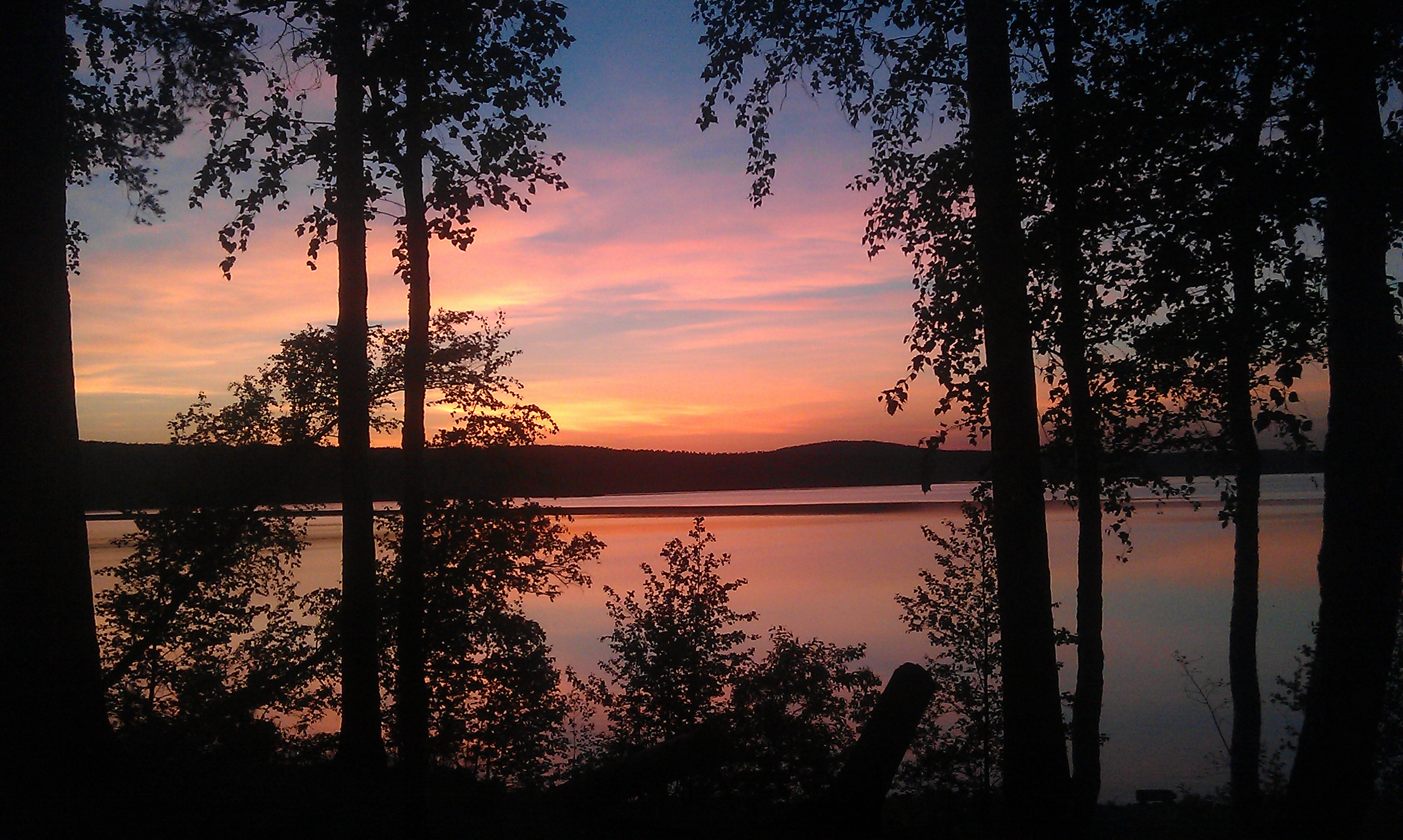
Закат на озере Синара

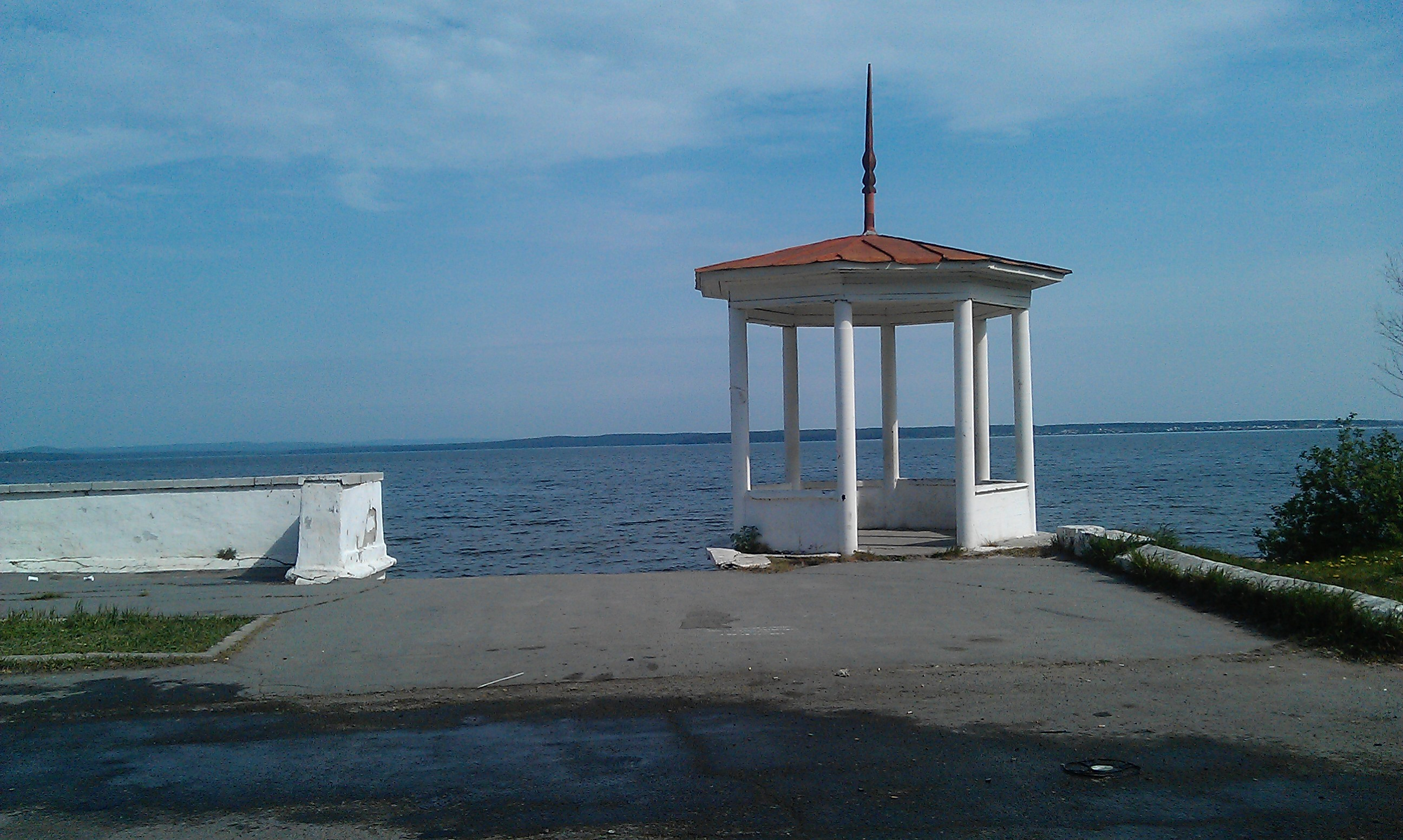
Беседка на городском пляже в Снежинске

Сне́жинск — город в Челябинской области, закрытое административно-территориальное образование, административный центр Снежинского городского округа. Ранее был под грифом секретности и назывался Челябинск-70.
Распоряжением Правительства РФ от 29 июля 2014 года № 1398-р «Об утверждении перечня моногородов» Снежинский городской округ включён в категорию «Монопрофильные муниципальные образования Российской Федерации (моногорода) со стабильной социально-экономической ситуацией».
Градообразующим предприятием Снежинска является ВНИИТФ — разработчик ядерных боеприпасов.

## ВНИИТФ

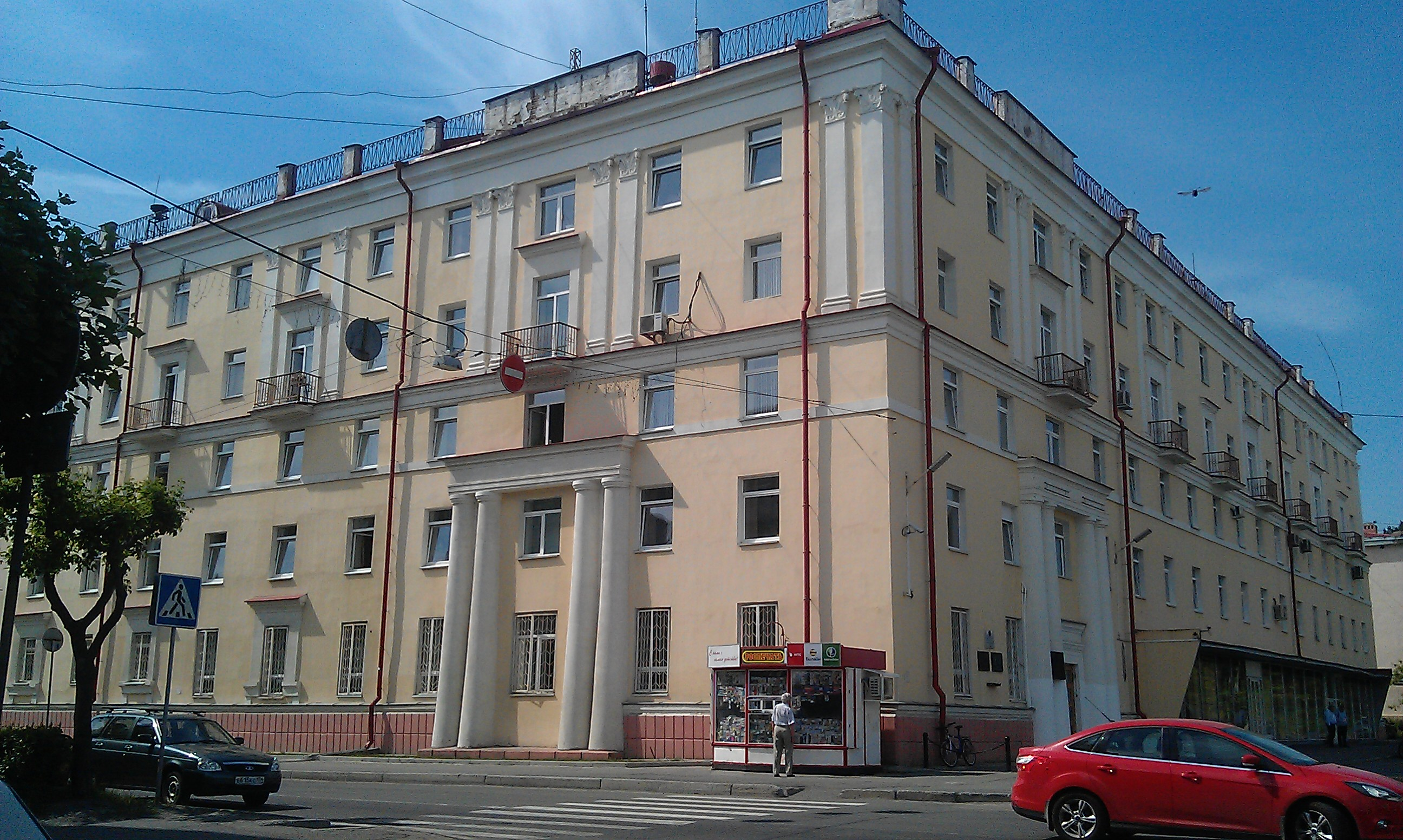
Управление ВНИИТФ

В городе установлен особый режим в целях обеспечения в ЗАТО Снежинск безопасного функционирования Федерального государственного унитарного предприятия «Российский федеральный ядерный центр — Всероссийский научно-исследовательский институт технической физики имени академика Е. И. Забабахина».

## География
Территория ЗАТО находится в восточных предгорьях Среднего Урала между озёрами Синара, Силач, Сунгуль, Иткуль. Город расположен на южном берегу озера Синара. Соединён подъездной автодорогой, на которой находится центральный контрольно-пропускной пункт, с участком автомагистрали федерального значения М5 (её ответвление от Челябинска на Екатеринбург).

## История

Памятник
К. И. Щёлкину в Снежинске

Город основан 23 мая 1957 года для дублирования ядерной программы Сарова (Арзамас-16). Место расположения города было выбрано на Урале — в промышленно развитом экономическом районе вдали от государственных границ СССР, в 105 километрах от Свердловска (ныне Екатеринбург) и в 123 километрах от Челябинска. Площадь в пределах административно-территориального образования — 35 736 гектров. Недалеко от Снежинска расположен ЗАТО Озёрск с федеральным государственным унитарным предприятием по производству компонентов ядерного оружия, изотопов, хранению и регенерации отработавшего ядерного топлива (НПО «Маяк»).
Первые корпуса градообразующего предприятия располагались в живописных местах среди уральских озёр: Сунгуль, Силач и др. Позже данная закрытая (с 31 марта 2009 года охрана была снята) зона была названа 21 площадка.
Первым научным руководителем и главным конструктором ядерного центра стал Кирилл Иванович Щёлкин.

Памятник
Д. Е. Васильеву

С апреля 1955 года директором института был назначен Д. Е. Васильев, который возглавил строительство города и предприятия. По легенде, Васильев, вышедший по лесной дороге на берег озера Синара и пленённый красотой места, сказал: «Здесь будет самый лучший город» (из всех десяти городов Росатома Снежинск признан самым красивым).

## Население
| 1996    | 2000    | 2001    | 2002    | 2003    | 2005    | 2006    | 2007    |
| ------- | ------- | ------- | ------- | ------- | ------- | ------- | ------- |
| 47 900  | ↗48 600 | →48 600 | ↗50 451 | ↗50 500 | →50 500 | ↘50 400 | ↘50 200 |
| 2008    | 2009    | 2010    | 2011    | 2012    | 2013    | 2014    | 2015    |
| ↘50 100 | ↗50 106 | ↘48 810 | ↘48 800 | ↗48 899 | ↗49 116 | ↗49 475 | ↗49 746 |
| 2016    | 2017    | 2018    | 2019    | 2020    | 2021    | 2023    |         |
| ↗50 323 | ↗50 759 | ↗51 048 | ↗51 488 | ↗51 751 | ↘50 619 | ↗50 717 |         |

На 1 января 2024 года по численности населения город находился на 315-м месте из 1119 городов Российской Федерации.

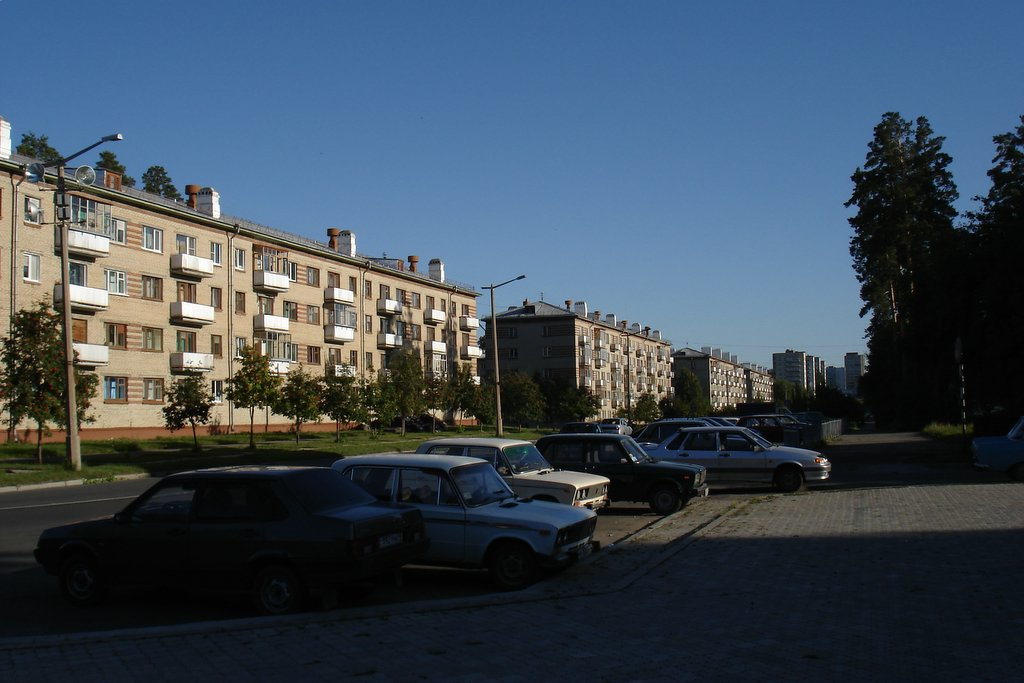
Дома на улице Победы

По данным переписи половой состав населения города: 48,1 % — мужчины и 51,9 % — женщины.

## Образование
В Снежинске двадцать дошкольных учреждений. Ясли в городе функционируют с 1958 года.
Муниципальное образовательное учреждение «Детский дом».

### Общее и среднее образование
- Школа № 122
- Школа № 117
- Школа № 119 (закрыта[21])
- Школа № 121
- Школа № 123 (закрыта)
- Школа № 124 (закрыта)
- Школа № 125
- Школа № 126
- Гимназия № 127
- Школа № 128
- Школа № 135 имени академика Б. В. Литвинова (объединение школ № 123 и № 124)

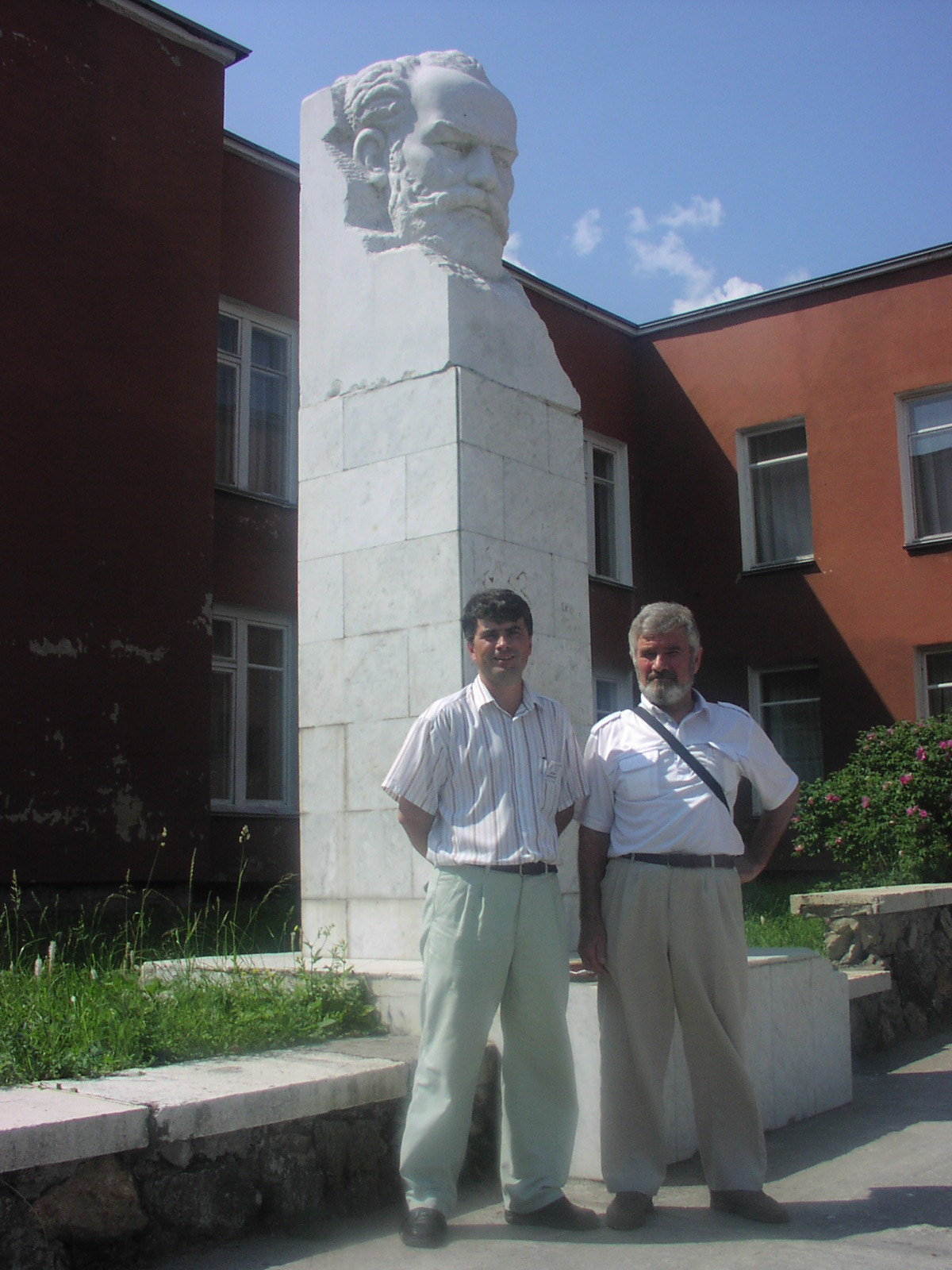
Монумент П. И. Чайковскому у музыкальной школы. Справа — один из ведущих сотрудников ВНИИТФ В. Е. Неуважаев

### Дополнительное образование
- Детская музыкальная школа
- Детская художественная школа

### Высшее образование
- Снежинский физико-технический институт

## Почётные граждане Снежинска
- Е. Н. Аврорин
- А. В. Бородулин
- П. И. Беляев
- Д. Е. Васильев[нет в источнике]
- Р. И. Вознюк
- А. В. Южанинова[нет в источнике]
- А. С. Ганеев
- М. А. Гаряева
- Н. А. Голиков
- А. Д. Емельянов
- В. И. Жучихин
- Е. И. Забабахин
- А. Д. Захаренков
- Л. Ф. Клопов
- К. К. Крупников
- Б. В. Литвинов
- Г. П. Ломинский
- В. И. Никитин
- Г. Н. Рыкованов
- В. В. Самойлин
- А. А. Райз
- Н. И. Тарасенко
- В. Ю. Глазырин[нет в источнике]
- П. Я. Усиков
- Л. П. Феоктистов
- Е. А. Феоктистова
- Г. А. Цырков
- В. И. Чуйков
- К. И. Щёлкин
- Ю.С.Вахрамеев

## Достопримечательности города

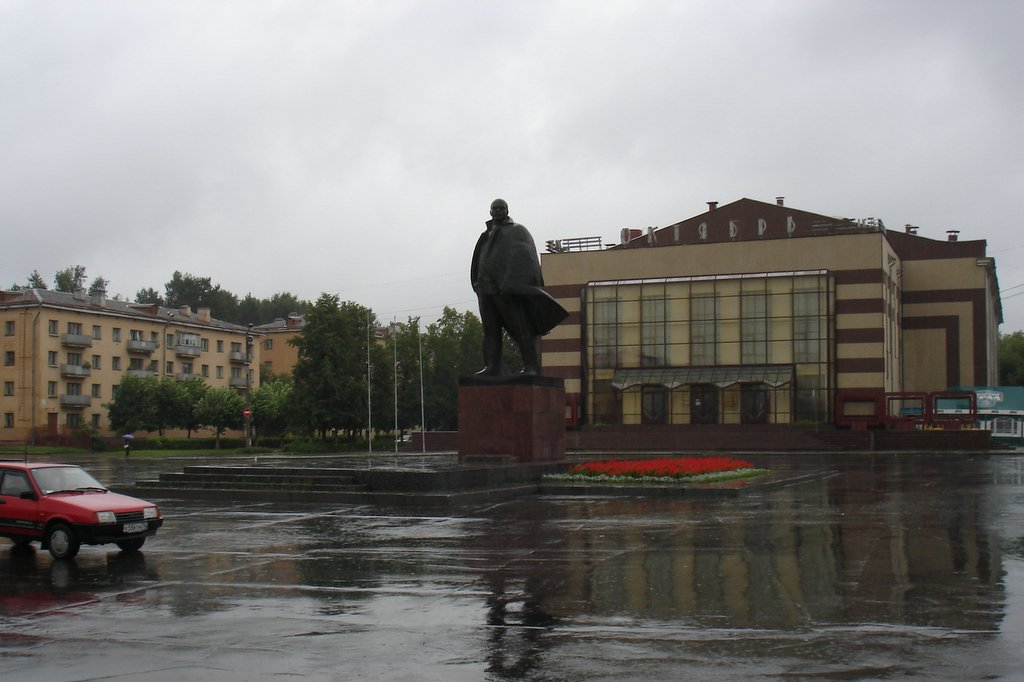
Памятник В. И. Ленину на центральной площади города

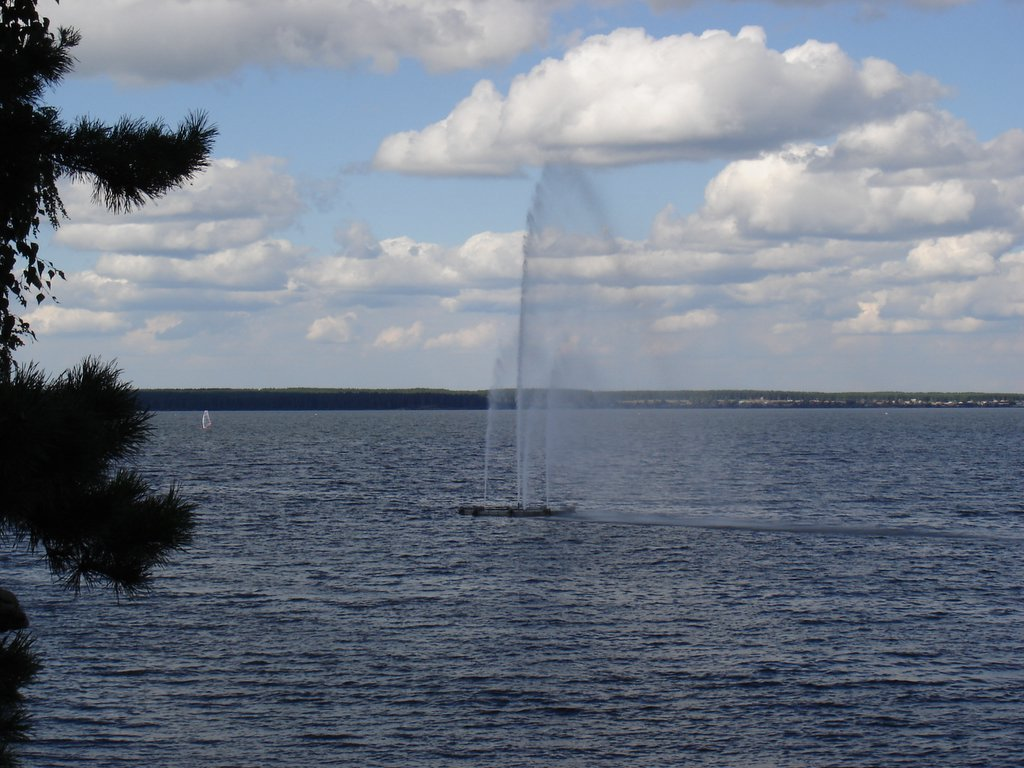
Фонтан на озере Синара

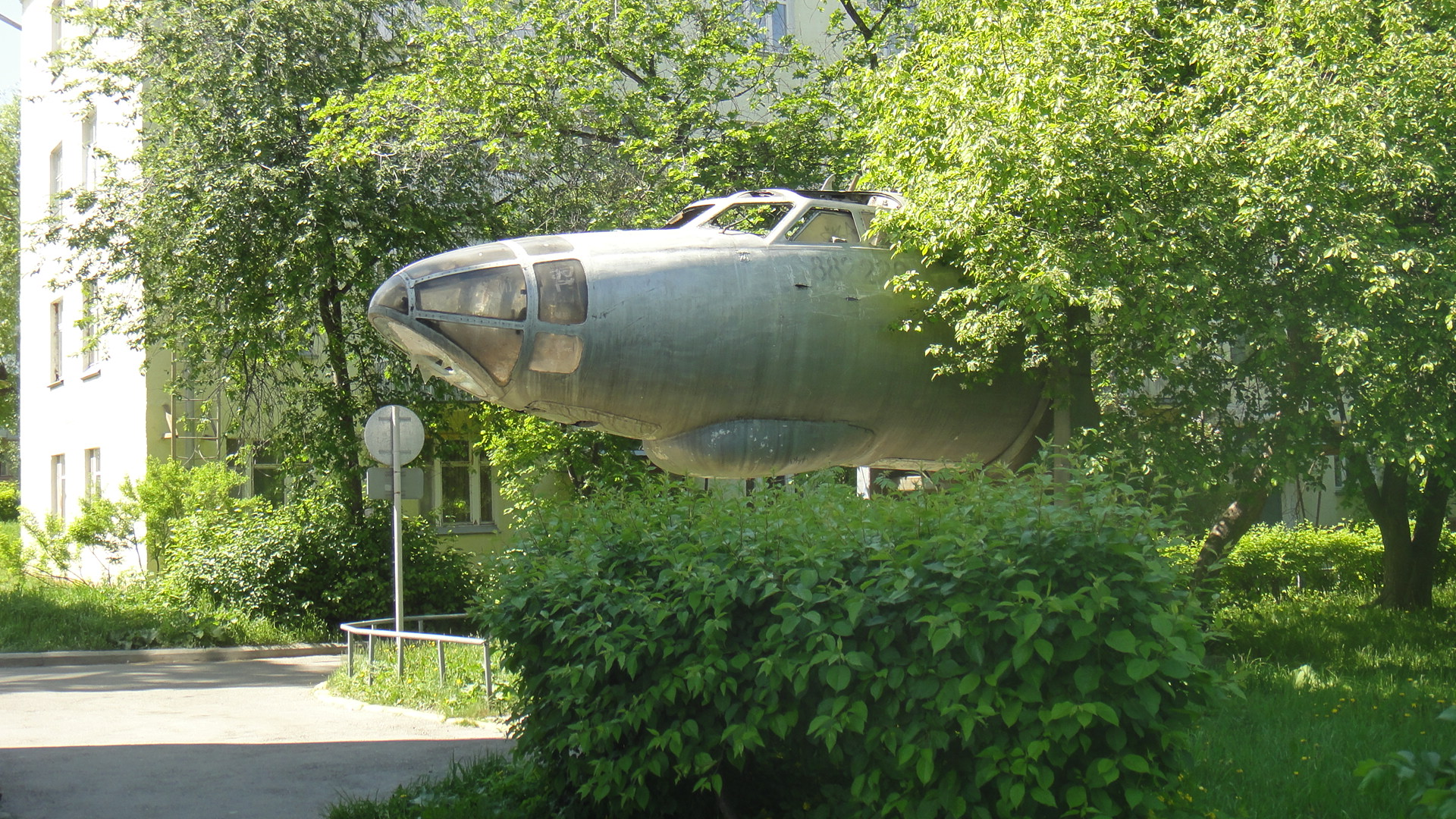
Кабина самолёта Ту-16 во дворе дома на ул. 40 лет Октября. В данный момент самолёт демонтирован.

- Памятник В. И. Ленину на одноимённой центральной площади, открыт 23 апреля 1970 года к 100-летию со дня рождения. Авторы памятника — скульптор И. Д. Бродский и архитектор Г. А. Сыромятников.
- Памятник Воину-освободителю. Открыт 9 мая 1985 году к сорокалетию Победы советского народа в Великой Отечественной войне на углу улиц Победы и 40 лет Октября. Архитекторы В. Чуковский, С. Молодцов. Художник В. Григорьев. Скульптор А. С. Гилёв.
- Памятник Воинам-снежинцам, погибшим в локальных конфликтах. Открыт весной 2009 года. Архитектор Г. Кодатко, скульптор К. А. Гилёв.
- Памятник Курчатову на территории РФЯЦ-ВНИИТФ. Открыт 20 июня 1975 года. Скульптор А. С. Гилёв.
- Памятник К. И. Щёлкину. Скульптор К. А. Гилёв.
- Памятник Д. Е. Васильеву. Скульптор К. А. Гилёв.
- Памятник П. И. Чайковскому у здания музыкальной школы.
- На домах, в которых жили учёные — К. И. Щёлкин, Е. И. Забабахин, Г. П. Ломинский, Б. В. Литвинов, В. Ф. Гречишников, А. Д. Захаренков, О. Н. Тиханэ, Л. П. Феоктистов, Г. А. Цырков, М. П. Шумаев, Н. Н. Яненко — установлены мемориальные доски.

В городе находится музей атомного оружия, в котором, в частности, представлена самая мощная когда-либо созданная водородная бомба.
Г. П. Ломинский покупал отслужившую свой срок военную технику и устанавливал её в городе как памятники военной мощи страны. В перестроечные годы значительная их часть была утрачена (например, Ил-28 у Дворца Пионеров) или разрушена.

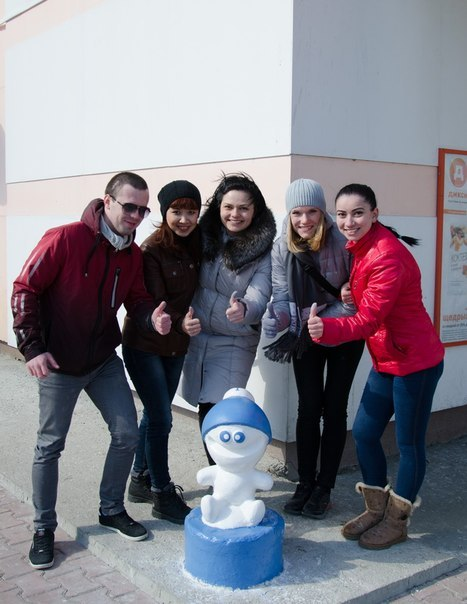
У памятника Снежику

- Сад камней. Расположен за кинотеатром «КОСМОС».

- Памятник Снежику (бетонная фигурка высотой 62 см) — неофициальный символ города[источник не указан 1376 дней] (на площади Ленина у магазина «Магнит Косметик», изначально «Луч»).

## Улицы
В старой части города улицы имеют традиционные для советских городов названия — Ленина, Дзержинского, 40 лет Октября (первое новоселье в городе состоялось в канун 40-летия Октябрьской революции — 6 ноября 1957 года был сдан современный д. 6), Победы, бульвары Свердлова и Циолковского. Два исключения — улица Васильева — названа в память Дмитрия Ефимовича Васильева, первого директора ВНИИТФ, и улица Пищерова — в память Макара Ивановича Пищерова, главного инженера проекта ВНИИТФ и города Снежинск.

## Кладбища

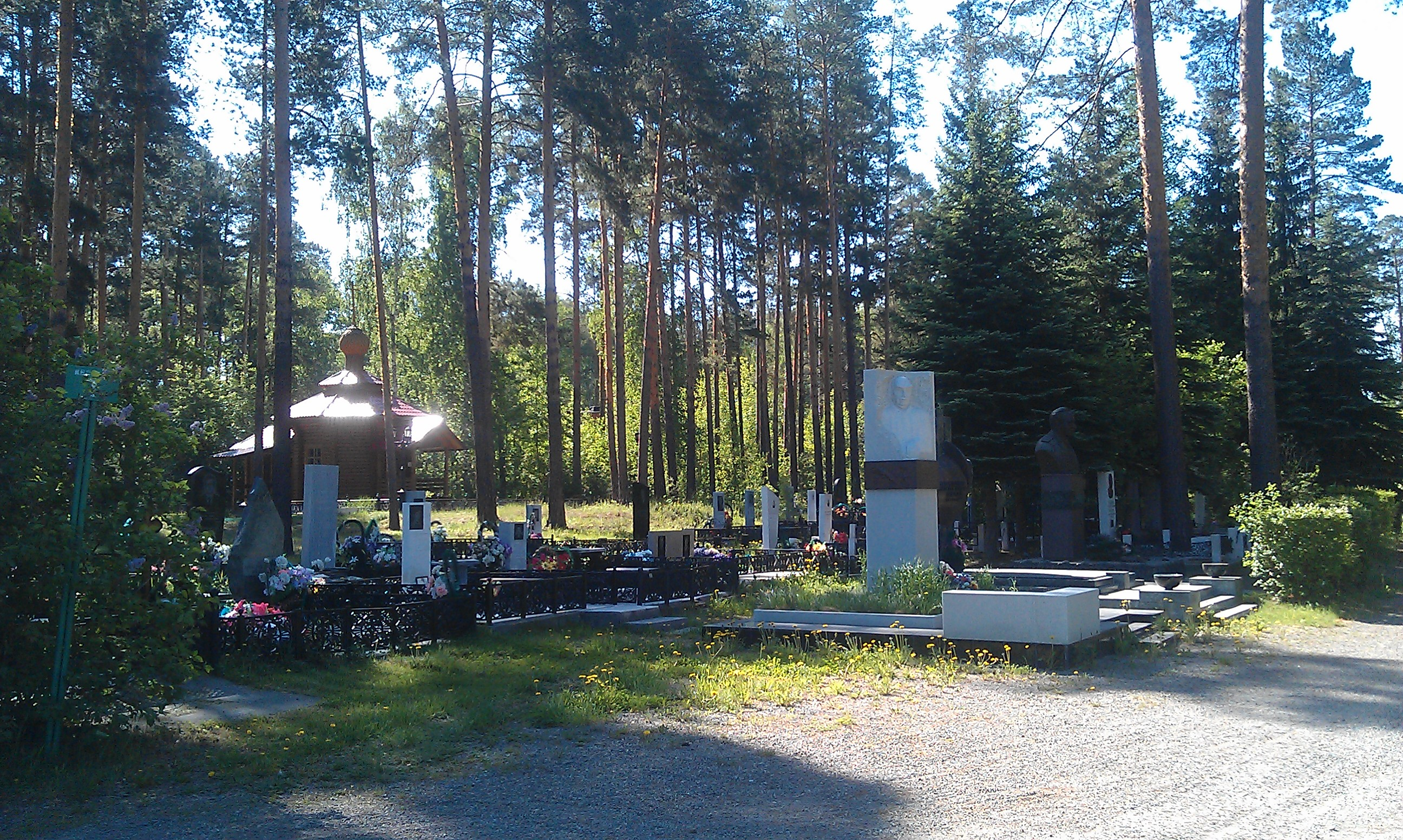
Ближнее кладбище Снежинска. На переднем плане — обелиск Б. В. Литвинову

На организованном в 1958 году городском кладбище Снежинска похоронены многие выдающиеся жители города — Е. И. Забабахин, А. В. Бородулин, А. А. Бунатян, М. А. Гаряева, В. Ф. Гречишников, Н. А. Красовская, Б. В. Литвинов, В. Е. Нечай, В. А. Сучков, Е. А. Феоктистова и др.

## Религия

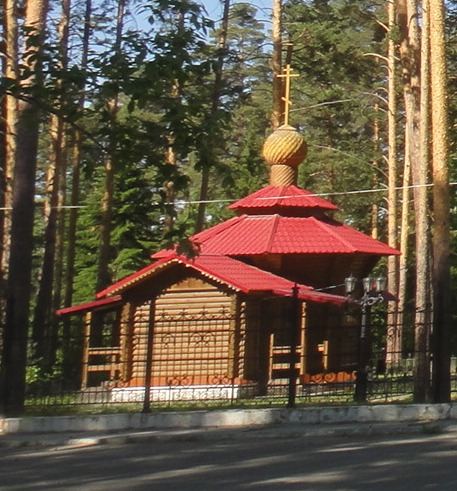
Часовня Державной иконы Божией Матери

На городском кладбище Снежинска возведена часовня.
Ведётся строительство городского православного храма.

## Политика

### Структура органов местного самоуправления
1. Собрание депутатов города Снежинска — представительный орган местного самоуправления муниципального образования;
2. глава города Снежинска — высшее должностное лицо муниципального образования;
3. администрация города Снежинска — исполнительно-распорядительный орган муниципального образования;
4. контрольно-счётная палата города Снежинска — контрольный орган муниципального образования.

### Главы города Снежинска
С 1991 года до 1996 года — Владимир Щукин. Отстранён от должности.
С 1996 до марта 2005 — Анатолий Опланчук. Осуждён на 8 лет колонии за получение крупной взятки, растрату и злоупотребление должностными полномочиями. В 2011 году наказание изменено на исправительные работы.
С 25 марта 2005 по 2012 — Михаил Евгеньевич Железнов. Заместитель директора Российского федерального ядерного центра — Всероссийского научно-исследовательского института технической физики. По данным горизбиркома, за него проголосовали более 51,8 % горожан из 23 % пришедших на выборы.
В 2012—2016 годах — А. Н. Тимошенков. 14 ноября 2016 года был освобождён от занимаемой должности по собственному желанию. Исполняющим обязанности Главы назначен О. П. Карпов.
В 2017—2021 годах — Игорь Ильич Сапрыкин.
С марта 2022 года главой Снежинского городского округа стал А. С. Пульников.

## Инфраструктура

### Транспорт
Основным видом транспорта в Снежинске является автотранспорт, которым осуществляются почти все виды грузовых и пассажирских перевозок.
Со Снежинского автовокзала следуют рейсы в Челябинск и Екатеринбург.

### Связь
В городе действуют пять операторов сотовой связи стандарта GSM-900/1800: «МТС», «Мегафон», «Билайн», t2 и Yota.

## Города-побратимы
- Ливермор (Калифорния, США)
- Бустон (Таджикистан)
- Новоуральск (Свердловская область, Россия)
- Щёлкино, Россия/Украина[30]
- Ош (Кыргызстан)